# Podgozd (gmina Nova Gorica)
Podgozd – wieś w Słowenii, w gminie miejskiej Nova Gorica. W 2018 roku liczyła 44 mieszkańców. 